# ۱۸ ساله و زندگی
«۱۸ ساله و زندگی» (به انگلیسی: and Life‏ ۱۸) ترانه‌ای از گروه هوی متال اسکید رو و یکی از قطعه‌های اولین آلبوم استودیویی آن‌هاست که در سال ۱۹۸۹ منتشر شد. «۱۸ ساله و زندگی» یک ترانهٔ غم‌انگیز و جدی است که مصائب شخصیتی به نام ریکی را شرح می‌دهد.
آلبوم محلهٔ ولگردها ۴ تک‌آهنگ داشت که از آن میان «۱۸ ساله و زندگی» با رسیدن به رتبهٔ چهارم بیلبورد هات ۱۰۰ به محبوب‌ترین‌شان تبدیل شد. موزیک ویدئوی این ترانه را (مانند ۳ تک‌آهنگ دیگر آلبوم) وین ایشام کارگردانی کرده‌است.
وی‌اچ‌وان در گزینش «بهترین آهنگ‌های هارد راک همهٔ زمان‌ها» رتبهٔ ۶۰ فهرستش را به این ترانه اختصاص داده‌است.

## موقعیت در جدول‌های فروش
| چارت (۱۹۸۹–۱۹۹۰)            | بالاترین رتبه |
| --------------------------- | ------------- |
| مجلهٔ پی‌آرام کانادا          | ۶             |
| انجمن صنعت ضبط نیوزیلند     | ۵۰            |
| فهرست برترین‌های سوئد        | ۱۷            |
| جدول تک‌آهنگ‌های بریتانیا     | ۱۲            |
| ۱۰۰ تک‌آهنگ داغ بیلبورد      | ۴             |
| جدول راک جریان اصلی بیلبورد | ۱۱            |